# Schinzinia pustulosa
Schinzinia pustulosa är en svampart som beskrevs av Fayod 1889. Schinzinia pustulosa ingår i släktet Schinzinia och familjen Agaricaceae.   Inga underarter finns listade i Catalogue of Life.